# Smilov Laz
Smilov Laz (en serbe cyrillique : Смилов Лаз) est un village de Serbie situé sur le territoire de la Ville de Novi Pazar, district de Raška. Au recensement de 2011, il ne comptait aucun habitant.

## Démographie
| 1948 | 1953 | 1961 | 1971 | 1981 | 1991 | 2002 | 2011 |
| ---- | ---- | ---- | ---- | ---- | ---- | ---- | ---- |
| 115  | 130  | 106  | 67   | 33   | 19   | 8    | 0    |

|  |